# Ngak
Ngak ist eine winzige Insel des Ailinglaplap-Atolls in der Ralik-Kette im ozeanischen Staat der Marshallinseln (RMI).

## Geographie
Das Motu liegt im Nordsaum des Riffs zwischen Bock und Unitaa an der  Unitaa Passage (Namu Pass, Namu-Suido, Tonam).

## Klima
Das Klima ist tropisch heiß, wird jedoch von ständig wehenden Winden gemäßigt. Ebenso wie die anderen Orte der Ailinglaplap-Gruppe wird Ngak gelegentlich von Zyklonen heimgesucht.